# Бондаренко, Сергей Юрьевич
Серге́й Ю́рьевич Бондаре́нко (15 апреля 1955, Находка, Приморский край, СССР) — советский и российский футболист, защитник, тренер. Во всех командах был незаменимым игроком своего амплуа.

## Карьера

### Клубная
Воспитанник находкинского футбола. В 1973 году начал карьеру во владивостокском «Луче». 1977 год провёл в ленинградском «Динамо», откуда перешёл в местный «Зенит», с которым в 1980 году стал бронзовым призёром Высшей лиги. После провального сезона в 1981 году и конфликта с главным тренером Юрием Морозовым, Сергей уехал в Ташкент. В составе «Пахтакора» провёл более 300 матчей. С 1992 года играл в «Океане», который выступал в Высшей лиге. В 1993 году завершил карьеру.
В Высшей лиге СССР провёл 215 матчей, забил 2 мяча.

### Тренерская
Был главным тренером «Океана» в 1996 году и с 2001 года. В 2004 году покинул команду по истечении контракта. В 2009 году входил в тренерский штаб барнаульского «Динамо».

## Достижения
- Бронзовый призёр чемпионата СССР: 1980
- Обладатель Кубка Первой лиги (2): 1988, 1989
- Серебряный призёр Первой лиги: 1990
- Бронзовый призёр зоны 5 Второй лиги: 1975